# Ołeksandr Pekanow
Ołeksandr Pekanow, ukr. Пеканов Олександр (ur. 21 kwietnia 1979 w Doniecku) – ukraiński strongman.
Jeden z najlepszych ukraińskich siłaczy. Drużynowy Mistrz Świata Strongman w latach 2003, 2004 i 2007.

## Życiorys
Ołeksandr Pekanow wziął udział trzykrotnie w bardzo ciężkich i elitarnych zawodach siłaczy Arnold Strongman Classic, rozgrywanych w Columbus (USA), w latach 2007, 2008 i 2009. Był drugim ukraińskim siłaczem w historii tych zawodów.
Mieszka w Czernihowie.
Wymiary:

- wzrost 190 cm
- waga 165 - 185 kg
- biceps 57 cm
- klatka piersiowa 156 cm
- udo 94 cm

Rekordy życiowe:
- przysiad 330 kg
- wyciskanie 220 kg
- martwy ciąg 471 kg[4]

## Osiągnięcia strongman
- 2003
  - 1. miejsce - Drużynowe Mistrzostwa Świata Strongman
- 2004
  - 1. miejsce - Drużynowe Mistrzostwa Świata Strongman
  - 2. miejsce - Trzecie zawody Polska kontra Reszta Świata
- 2005
  - 3. miejsce - Pierwszy Pojedynek Gigantów
  - 11. miejsce - Mistrzostwa Europy IFSA Strongman 2005
  - 6. miejsce - Mistrzostwa Europy Strongman 2005
- 2007
  - 5. miejsce - Arnold Strongman Classic
  - 6. miejsce - Mistrzostwa Ukrainy Strongman
  - 10. miejsce - Mistrzostwa Europy IFSA Strongman 2007
  - 1. miejsce - Drużynowe Mistrzostwa Świata Strongman 2007
- 2008
  - 1. miejsce - Arnold Strongman Challenge, Kijów[5]
  - 8. miejsce - Arnold Strongman Classic
  - 5. miejsce - Mistrzostwa Ukrainy Strongman
  - 7. miejsce - Liga Mistrzów Strongman 2008: Ryga
  - 3. miejsce - Drużynowe Mistrzostwa Świata Strongman 2008
  - 10. miejsce - Mistrzostwa Świata w Wyciskaniu Belki
- 2009
  - 9. miejsce - Arnold Strongman Classic
  - 11. miejsce - Mistrzostwa Ukrainy Strongman